# Nomia chalybeata
Nomia chalybeata är en biart som beskrevs av Smith 1875. Nomia chalybeata ingår i släktet Nomia och familjen vägbin. Inga underarter finns listade i Catalogue of Life.